# Slapniki (red)
Slapniki (znanstveno ime Gaviiformes) so red vodnih ptic, ki vključuje slapnike ter njihove najbližje izumrle sorodnike. Sodobne vrste iz reda Gaviiformes živijo v številnih delih Severne Amerike in severne Evrazije (Evropa, Azija in po nekaterih virih tudi Afrik), medtem ko so bile prazgodovinske vrste precej bolj razširjene.

## Klasifikacija in evolucija
Obstaja pet danes živečih vrst, vse pa so uvrščene v rod Gavia Slapnike so v preteklosti pogosto obravnavali kot najstarejšo ptičjo družino severne poloble. To mnenje je temeljilo predvsem na domnevni podobnosti v obliki in (verjetno) načinu življenja med slapniki in povsem nesorodnim izumrlim krednim redom Hesperornithiformes. Zlasti rod Enaliornis, ki je bil očitno predniški in plesiomorfni predstavnik tega reda, so včasih uporabljali kot dokaz za domnevo, da naj bi Gaviiformes obstajali že v albiju (zgodnja kreda).
V zadnjem času je postalo jasno, da sta reda Anseriformes (plojkokljuni) in Galliformes (kure) najstarejši skupini sodobnih ptic. Njuna ločitev do konca albijske dobe pred 100 milijoni let (Ma), je sicer mogoča, vendar ni dobro podprta z dokazi. Slapniki spadajo v mlajšo evolucijsko serijo. Nekoč so verjeli, da so v sorodu s ponirki, ki so prav tako potapljaške ptice, ki se poganjajo z nogami. Obe skupini so v preteklosti celo združevali v red Colymbiformes v starejših klasifikacijah pa pod imenom Urinatores. Za družino Gaviidae se je uporabljalo ime družine Urinatoridae.. To ime izhaja iz latinskega izraza Urinator, ki pomeni »potapljač«. Vendar pa je bilo še v tridesetih letih prejšnjega stoletja ugotovljeno, da si ti dve skupini (ponirki in slapniki) nista tesno sorodni, temveč sta rezultat konvergentne evolucije in podobne prilagoditve na enak ekološki življenjski prostor. Podobnost je tako izrazita, da celo najsodobnejše kladistične analize splošnih anatomskih značilnosti pogosto napačno uvrstijo slapnike in ponirke v isto skupino.
Sibley-Ahlquistova taksonomija je še vedno povezovala slapnike s ponirki v svoji veliki polifiletski skupini »Ciconiiformes« in skoraj gotovo je, da sorodstveni odnosi slapnikov ležijo v nekaterih redovih, ki so uvrščeni vanjo. Drugi novejši avtorji so menili, da so poslapniki v precej tesnem sorodstvu z morskimi pticami, kot so pingvini (Sphenisciformes), cevonosci (Procellariiformes), golobje (Charadriiformes) – in morda na novo odkrita klada Mirandornithes, ki združuje ponirke (Podicipediformes) in njihove najbližje živeče sorodnike plamence (Phoenicopteriformes). Omembe vredno je tudi, da so imeli nekateri zgodnji pingvini lobanje in kljune, ki so bili v mnogih pogledih podobni tistim pri znanih živečih in fosilnih vrstah Gaviiformes.